# Buturlinovka
Buturlinovka (rusky Бутурлиновка) je město ve Voroněžské oblasti v Ruské federaci. Žije zde 24 397 obyvatel (2021).

## Poloha a doprava
Buturlinovka leží na Kalačské vrchovině na horním toku Oseredu, levého přítoku Donu. Od Voroněže, správního střediska oblasti, je vzdálena přibližně 240 kilometrů jihovýchodně.
Přes město prochází trať z Talovaji do Kalače, od které se zde odpojuje trať na Pavlovsk.

## Dějiny
Obec byla založena kolem roku 1740, kdy carevna Alžběta Petrovna věnovala zdejší pozemky generálu Alexandru Borisovičovi Buturlinovi, po kterém je obec pojmenována. Obyvatelstvo tvořili přistěhovalci z Malé Rusi. V 19. století se stala významným řemeslným střediskem, jedním z center kožedělné výroby ve Voroněžské gubernii. Na konci 19. století se zde vyrábělo milion párů bot ročně. 
Městem je Buturlinovka od roku 1917.
Během ruské občanské války probíhaly u Buturlinovky kruté boje. Dne 23. listopadu 1919 byla Buturlinovka obsazena oddílem Michaila Blinova, který padl v bitvě (v roce 1967 byl na místě jeho smrti postaven velký pomník).

### Rodáci
- Vladimir Viktorovič Krjukov (1897–1959), generál